# دالتون بالدوین
دالتون بالدوین (به انگلیسی: Dalton Baldwin) (متولد ۱۹ دسامبر ۱۹۳۱ – درگذشته ۱۲ دسامبر ۲۰۱۹) پیانیست آمریکایی بود که بیش از یکصد قطعه موسیقی ساخت و جوایز متعددی را کسب کرد. او در این حرفه با الی آملینگ و جرارد سوزی همکاری می‌کرد.